# Serpocaulon lasiopus
Serpocaulon lasiopus är en stensöteväxtart som först beskrevs av Kl., och fick sitt nu gällande namn av Alan Reid Smith. Serpocaulon lasiopus ingår i släktet Serpocaulon och familjen Polypodiaceae. Inga underarter finns listade.